# Exercise Induced Collapse

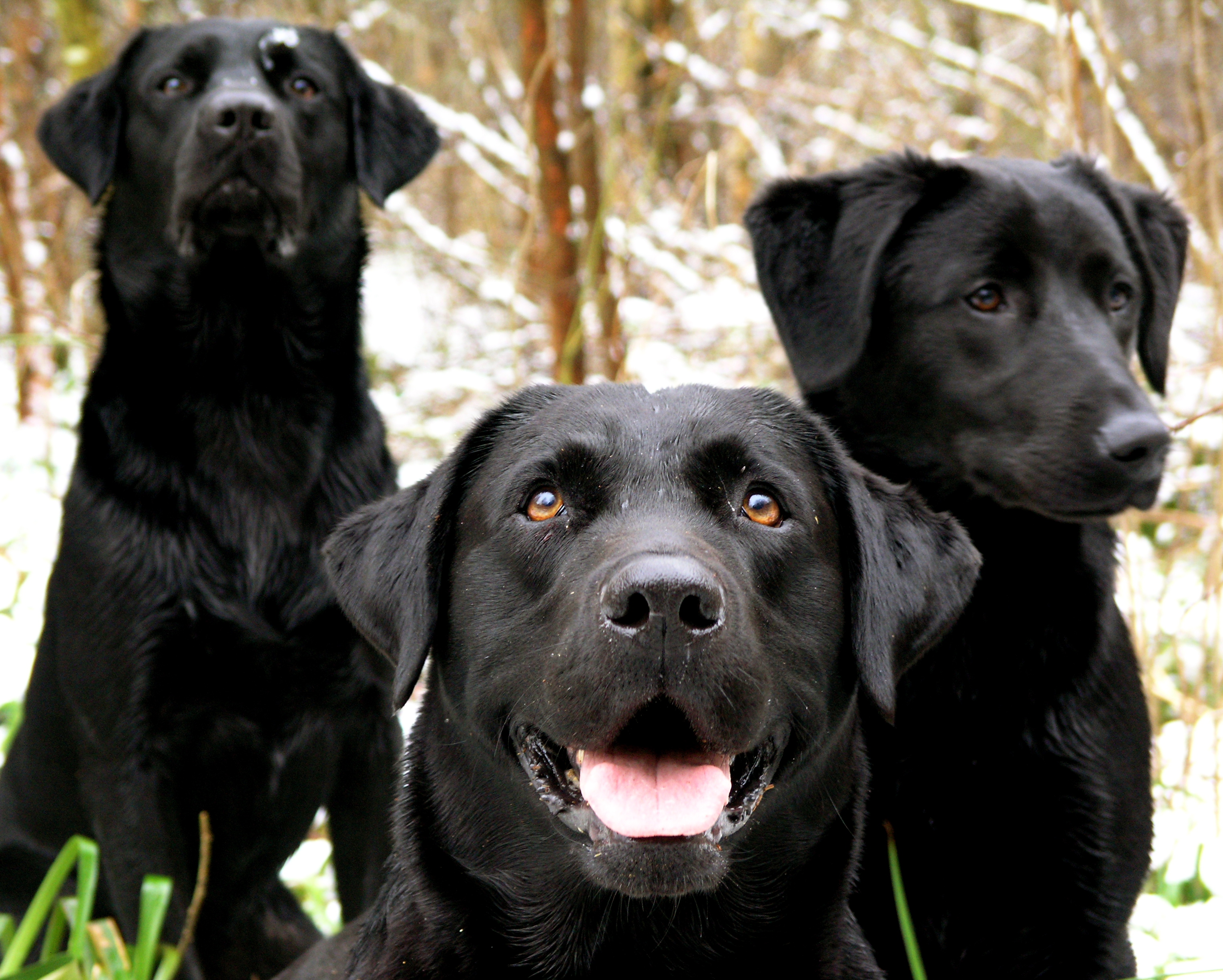
Der Labrador Retriever ist die am häufigsten von Exercise Induced Collapse betroffene Rasse

Exercise Induced Collapse (EIC) ist eine erblich bedingte neuromuskuläre Erkrankung, die bei bestimmten Hunderassen beobachtet wurde.

## Symptome
Von Exercise Induced Collapse betroffene Hunde können leicht- bis mittelgradige Anstrengung ohne Probleme tolerieren. Nach längerer (ab etwa 20 Minuten) starker Anstrengung entwickeln sie jedoch, zumeist ausgehend von der Hinterhand, einen unnatürlichen schwankenden Gang, der sich auf die Vorderhand ausweiten und bis zum Kollaps des Tiers verstärken kann. Während solcher Episoden erscheinen die meisten Hunde bewusstseinsklar und auch schmerzfrei, gelegentlich wird aber auch ein eingetrübtes Bewusstsein beschrieben. Nach etwa 5- bis 25-minütiger Ruhe erholen sich die Tiere in der Regel vollständig.

## Vorkommen
EIC tritt hauptsächlich beim Labrador Retriever auf, wurde jedoch auch bei einigen weiteren Hunderassen (bisher: Chesapeake Bay Retriever, Curly Coated Retriever, Boykin Spaniel, Welsh Corgi Pembroke und Deutsch-Drahthaar) beobachtet. Es scheinen gleichermaßen Hunde aus Arbeits- bzw. Field-Trial-Zuchtlinien als auch solche aus Show-Linien betroffen zu sein. Ein Zusammenhang mit dem Geschlecht oder der Fellfärbung der Tiere zeigt sich nicht. Die meisten betroffenen Hunde sind bei Erstdiagnose zwischen einem halben und etwa drei Jahren alt.

## Genetik
Seit 2007 ist bekannt, dass die für EIC verantwortliche Mutation auf Chromosom 9 lokalisiert ist. Es handelt sich um eine Mutation des Gens für Dynamin-1 (DNM-1).

## Diagnostik
Bis zur Verfügbarkeit eines DNA-Tests 2008 konnte EIC nur durch Ausschluss aller anderen Krankheiten mit ähnlicher Symptomatik, etwa Hitzschlag, maligne Hyperthermie, CNM oder bestimmte Formen der Epilepsie festgestellt werden. Die für EIC verantwortliche Mutation des DNM-1-Gens kann per Gentest nachgewiesen werden.

## Therapie
Es ist derzeit keine etablierte Therapie bekannt, in einigen Fällen wurde jedoch nach Gabe von Phenobarbital eine Besserung beschrieben. Von EIC betroffene Tiere sollten generell keinen extremen Belastungen ausgesetzt werden, können jedoch als Familienhund gehalten werden. Auch artgerechtes Training (Apportieren bzw. Dummytraining, Agility, Jogging) ist in der Regel möglich. In jedem Fall aber muss der Hund beim Auftreten der ersten Symptome einer EIC-Episode ruhig gehalten werden.

## Auswirkungen auf die Zucht
EIC wird autosomal-rezessiv vererbt, das heißt Hunde können nur dann erkranken, wenn sie die entsprechende Gen-Mutation von beiden Elterntieren geerbt haben („homozygot betroffen“, „affected“ oder „E/E“). Bei nur von einem Elternteil geerbter Gen-Mutation („Träger“, „carrier“ bzw. „N/E“) kann der betreffende Hund selbst nicht erkranken, je nach Paarung können unter seinen Nachkommen jedoch ebenfalls Träger oder sogar betroffene Tiere sein. Hunde, die die Mutation von keinem Elternteil geerbt haben („frei“, „clear“ bzw. „N/N“), können weder selbst erkranken noch können unter ihren Nachkommen EIC-betroffene Hunde vorkommen.
Solange sichergestellt ist, dass eines der beiden Elterntiere frei von EIC ist („clear“ bzw. „N/N“), können folglich auch Träger und sogar betroffene Tiere für die Zucht eingesetzt werden. Weder das Veterinary Diagnostics Laboratory der University of Minnesota (Entwickler des Gentests) noch die Zuchtverbände empfehlen die ausschließliche Verpaarung von N/N-Tieren, denn damit würden auch viele der erwünschten Eigenschaften von N/E- und E/E-Tieren aus der Zucht herausgenommen.